# ستيف أرميتاغ
ستيف أرميتاغ (بالإنجليزية: Steve Armitage)‏ هو معلق رياضي وصحفي أمريكي، ولد في 20 يونيو 1944.

## وصلات خارجية
- ستيف أرميتاغ على موقع IMDb (الإنجليزية)
- ستيف أرميتاغ على موقع قاعدة بيانات الفيلم (الإنجليزية)